# カメロン商会
カメロン商会（カメロンしょうかい、Cameron & Co., Ltd.）は、かつて兵庫県神戸市を拠点に活動していた外国貿易商社である。19世紀末にイギリス人により創業され、20世紀初頭にはE.W.ジェームス（アーネスト・ウィリアム・ジェームス）が社長を務めたことで知られる。

## 概要

### 概要と発展
カメロン商会は神戸外国人居留地の江戸町93番地に本社を構え、大阪、横浜、東京、および中国の大連・奉天にも支店を有していた。1915年に入社したE.W.ジェームスが頭角を現し、若くして社長に就任した。ジェームスの経営手腕により、同社は戦前の神戸を代表する外国商社のひとつとして繁栄した。

### 戦時と戦後の動向
1941年の日英開戦に伴い、同社の事業は中断し、ジェームスも日本を離れてカナダへ疎開した。終戦後の1947年にジェームスは神戸に再来日し、戦前の資産と宅地を取り戻すとともに事業の再開を図った。
戦後はオーストラリア人実業家ハロルド・S・ウィリアムズ（Harold S. Williams）とともにカメロン商会を再建し、ウィリアムズが最終的に社長を務めた。しかし、経営環境の変化もあり、1961年頃までに同社は解散したとされる。